# Два кольори (дует)
Вокальний дует «Два кольори» — український сімейний дует Олега Ледньова та Людмили Гримальської, заснований в Києві 1980 року. Співав здебільшого українські народні пісні. Популярний колектив української естради 1980-х — 1990-х років. Удостоєні почесного звання «Заслужений артист УРСР» (1985).

## Історія
Дует «Два кольори» на початку 80-х років ХХ століття (орієнтовно в 1980 році) при Українському гастрольно-концертному об'єднанні Укрконцерт створили артисти ансамблю «Кобза» Людмила Гримальська і Олег Ледньов. Творче подружжя мешкало в Києві, створивши шлюб 1977 року. Тривалий час Людмила Гримальська — солістка відомого дуету «Два кольори», Заслужена артистка України мешкала в с. Любимівка Київської області.
З власною концертною програмою «Через наші села мандрівка весела» (сценарій — Михайло Ткач, режисер — Андрій Сова), прем'єра якої відбулася в 1981 року в Палаці «Україна», вони побували в усіх куточках України, виступали перед героями-рятівниками в Чорнобилі.
В Білорусі, Росії, Словаччині та інших країнах світу вони презентували пісенне мистецтво України. Особливою популярністю у їхньому виконанні користувалися пісні: «Ой, дівчино, шумить гай», «Із сиром пироги», «Сватай мене, Грицю» «Підманула-підвела», «Від Києва до Лубен», «Ой на горі білий камінь», «Ой там, на товчку, на базарі» та багато інших. Дует мав велику популярність. Його записували на радіо і телебачення.
В квітні 1994 року взяли участь у тріумфальному 1-му Міжнародному фестивалі-марафоні «Будьмо, люди!» (засновник і організатор Рудаков Микола Іванович) Україна-Словаччина-Україна. То був перший справжній прорив справжньої української культури суверенної України в Європу.
Після смерті Олега Ледньова у 1997 році дует припинив своє існування і Людмила Гримальська поїхала з Києва, забравши з собою урну з прахом чоловіка, яку нікому не віддавала 17 років, аж до своєї смерті. Останні два роки жила у селищі Калинівка Васильківського району Київської області, померла 19 вересня 2014 року в Києві. Після цього обидвоє співаків були поховані в Києві на Берковецькому кладовищі.

## Склад
- Ледньов Олег Микитович (24.10.1944, Липецьк — 02.12.1997, Любимівка Київської області)[4] — співак, музикант. Закінчив Київське музичне училище ім. Р. Глієра (1963). Очолював ансамбль київської групи «Цирк на сцені» (1966–67); працював артистом Херсонської філармонії (1967–69), керівником інструментально-естрадного ансамблю Білоруської філармонії, ансамблів ресторану «Театральний» та кафе «Хрещатик» (Київ, 1972–73), музикантом вокально-інструментального ансамблю «Кобза» Українського гастрольно-концертного об'єднання (від 1973).
- Гримальська Людмила Анатоліївна (21.04.1945, Київ — 19.09.2014, Калинівка Васильківського району Київської області) — співачка. Закінчила Київську консерваторію (1971; клас Діани Петриненко). Працювала вокалісткою Музично-хорового товариства УРСР (1971–72), солісткою Київської (1973), Донецької (1974) та Липецької (1975) філармоній, вокально-інструментального ансамблю «Кобза» Українського гастрольно-концертного об'єднання (від 1976)[5].

## Дискографія
- Два кольори. 2002.TARAS BULBA